# 鲁垛镇
鲁垛镇，是中华人民共和国江苏省扬州市宝应县下辖的一个乡镇级行政单位。

## 行政区划
鲁垛镇下辖以下地区：
鲁垛集镇社区、陶林村、贾林村、朱斗村、鲁垛村、三新村、鉴青村、五顷村、荡口村、鲁庄村、崔王村、陈幸村和何家村。